# گارب
گارب (به لاتین: Għarb) یک منطقهٔ مسکونی در مالت است. گارب ۴٫۶ کیلومتر مربع مساحت و ۱٬۲۹۸ نفر جمعیت دارد.

## خواهرخوانده
شهرهای تورنت (والنسیا) و انا (شهر) خواهرخوانده‌های گارب هستند.